# Euphaedra aurivillii
Euphaedra aurivillii är en fjärilsart som beskrevs av Embrik Strand 1914. Euphaedra aurivillii ingår i släktet Euphaedra och familjen praktfjärilar. Inga underarter finns listade i Catalogue of Life.